# Breccaschlund

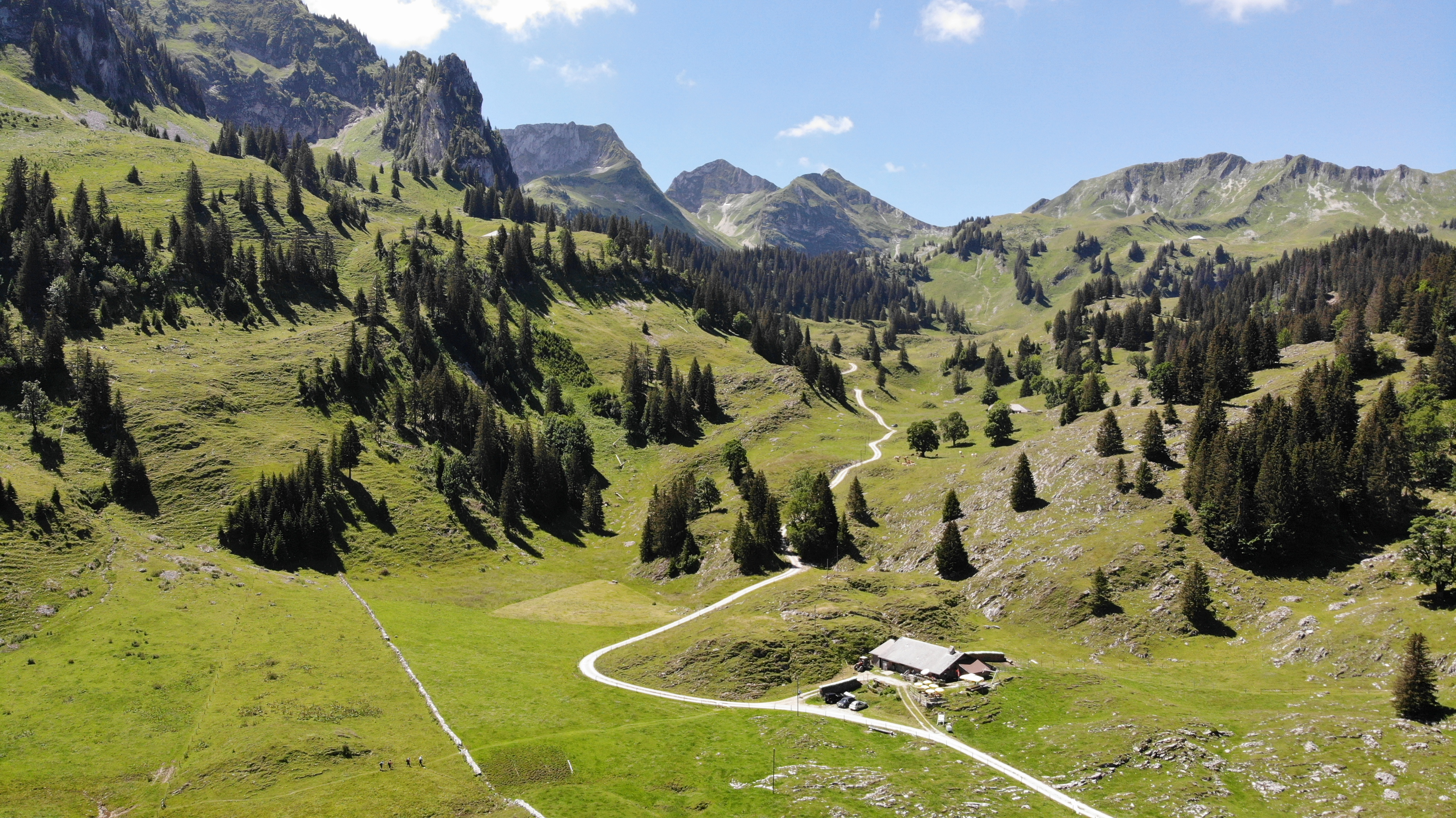
Breccaschlund

Der Breccaschlund ist eine sagenreiche Karstebene oberhalb des Schwarzsees im Schweizer Kanton Freiburg.
Die Gegend wurde in der letzten Eiszeit von Gletschern geschaffen. Trotz Sennereien und der Beliebtheit bei Wanderern ist die Urlandschaft weiterhin die Heimat einer Vielzahl von Alpenblumen und Alpentieren.
Rund um den Breccaschlund befinden sich die Berggipfel von: Spitzflue (1954 m ü. M.), Fochsenflue (1975 m ü. M.), Chörblispitz (2103 m ü. M.), Combigabel (1928 m ü. M.), Combiflue (2055 m ü. M.), Schopfenspitz (2104 m ü. M.), Pointe de Balachaux (1976 m ü. M.), Patraflon (1916 m ü. M.) und Pointe de Bremingard (1923 m ü. M.).
Der Breccaschlund ist erreichbar per Auto oder ÖV bis Schwarzsee, dann in einer guten Stunde zu Fuss.